# 비현실적 서법
비현실적 서법(irrealis mood)은 무언가가 실제로 문장에서 보여 주는 사건이 아님을 나타내며, 이를테면 필요성, 가능성, 바람, 무서움 등을 들 수 있다.

## 예
가정법의 예로 이를테면 다음의 문장이 있다고 하자.
네가 숙제를 끝냈다면 수업을 낙제하지 않았을텐데.
If you had done your homework, you wouldn't have failed the class.
여기서 "끝냈다면(had done)"이 비현실적 동사 형태이다.
내가 만약 백만장자라면, 빌딩을 살 수 있을텐데.
If I were a millionaire now, I would buy a building.
여기서 "이라면(were)"이 비현실적 동사 형태이다. 
실제로는 백만장자가 아니지만 불가능한 상상을 통해 막연한 꿈을 꾸는 것이라 볼 수 있다.

## 같이 보기
- 현실적 서법